# Agrodiaetus hamadanensis
Agrodiaetus hamadanensis är en fjärilsart som beskrevs av De Lesse 1959. Agrodiaetus hamadanensis ingår i släktet Agrodiaetus och familjen juvelvingar. Inga underarter finns listade i Catalogue of Life.